# 馬丁·奧唐納
馬丁·奧唐納（英語：Martin O'Donnell，1986年6月4日—），是一位英格蘭職業司諾克選手。他被稱為「國防部長」，因為他的姓名首字母縮寫「MoD」通常指的是國防部（Ministry of Defence）。
他曾在2024年威爾斯公開賽打入決賽，最終以4-9敗給蓋瑞·威爾森而獲得亞軍。

## 外部連結
- Martin O'Donnell at snooker.org